# Ramalde
Ramalde ist eine Stadtgemeinde (Freguesia) der nordportugiesischen Stadt Porto.

Lage der Gemeinde im Kreis

 In ihr leben 38.847 Einwohner (Stand 19. April 2021).